# Чиргама
Чиргама — река в России, протекает по Пудожскому району Карелии.
Исток — болота южнее реки Шойка-Полда. Устье реки находится в 17 км по левому берегу реки Сухая Водла. Длина реки составляет 19 км, площадь водосборного бассейна — 106 км².
Населённых пунктов поблизости нет.

## Данные водного реестра
По данным государственного водного реестра России относится к Балтийскому бассейновому округу, водохозяйственный участок реки — Водла, речной подбассейн реки — Свирь (включая реки бассейна Онежского озера). Относится к речному бассейну реки Нева (включая бассейны рек Онежского и Ладожского озера).
Код объекта в государственном водном реестре — 01040100412102000016180.